# Divizia A 1912-13
A temporada 1912-13 é a 4ª edição da Divizia A que começou em 1912 e terminou em 1913. O Colentina Bucureşti foi o campeão conquistando pela 1ª vez o título nacional.

## Classificação
| Pos | Equipe                   | J | V | E | D | GP | GC | S   | Pts |
| --- | ------------------------ | - | - | - | - | -- | -- | --- | --- |
| 1   | Colentina AC Bucureşti   | 4 | 4 | 0 | 0 | 20 | 0  | +20 | 18  |
| 2   | Bukarest FC              | 3 | 1 | 0 | 2 | 7  | 7  | 0   | 13  |
| 3   | Cercul Atletic Bucureşti | 4 | 3 | 0 | 1 | 15 | 4  | -11 | 12  |
| 4   | United AC Ploieşti       | 3 | 2 | 0 | 1 | 6  | 5  | +1  | 8   |
| 5   | CS Olympia Bucureşti     | 3 | 2 | 1 | 0 | 16 | 5  | +11 | 7   |

## Campeão
| Divizia A 1912-13               |
| ------------------------------- |
| Colentina Bucureşti (1º título) |